# When Christmas Comes
Singles de Mariah Carey
Oh Santa!
(2010) Triumphant (Get 'Em)
(2012)
When Christmas Comes est une chanson des chanteurs américains Mariah Carey et John Legend, sortie 21 novembre 2011. La chanson est écrite et composée par Mariah Carey et James Poyser. Ce titre fut d'abord interprété par Mariah Carey en solo. Il est extrait de son opus Merry Christmas II You de 2010.

## Accueil
Le titre obtient des critiques positives. Il s'érige à la 14e place du Billboard Adult R&B songs et atteint la 1re place en Corée du Sud.

## Vidéoclip
Le vidéoclip est réalisé dans le cadre d'une émission nommée "A Very BET Christmas Special". Il y dévoile Mariah Carey avec son mari et ses enfants en train de donner une réception dans la demeure familiale, accompagnés de John Legend.

## Formats et pistes
- Téléchargement digital

1. "When Christmas Comes" – 4:28

## Classement hebdomadaire
| Classement (2011)                | Meilleure position |
| -------------------------------- | ------------------ |
| Corée du Sud (Gaon Single Chart) | 1                  |
| Japon (Hot 100)                  | 57                 |
| États-Unis (R&B/Hip-Hop Songs)   | 59                 |
| US Billboard Adult R&B Songs     | 14                 |